# Smedgöl (Hannäs socken, Småland)
Smedgöl är en sjö i Åtvidabergs kommun i Småland och ingår i Vindåns huvudavrinningsområde.